# Loma de Ucieza
Loma de Ucieza est une commune d'Espagne de la province de Palencia dans la communauté autonome de Castille-et-León. Elle est située dans la comarque naturelle de Vega-Valdavia.